# 仁化文峰塔
25°04′58″N 113°44′48″E / 25.08278°N 113.74667°E
文峰塔位于中国广东省仁化县城南，是一座明代楼阁式砖塔，2008年被列为广东省文物保护单位。
据同治《仁化县志》载，文峰塔由明万历四十年（1612年）知县高应选始建，未竟，知县胡京球成之。塔平面八角，共九层，为楼阁式砖塔，高34.7米（不含塔刹）。塔基高0.9米，边长6.64米。塔身各层用菱角牙子和挑檐砖相间叠涩出檐，塔内木构已毁，塔腔成一空筒。